# آرامگاه یادمانی

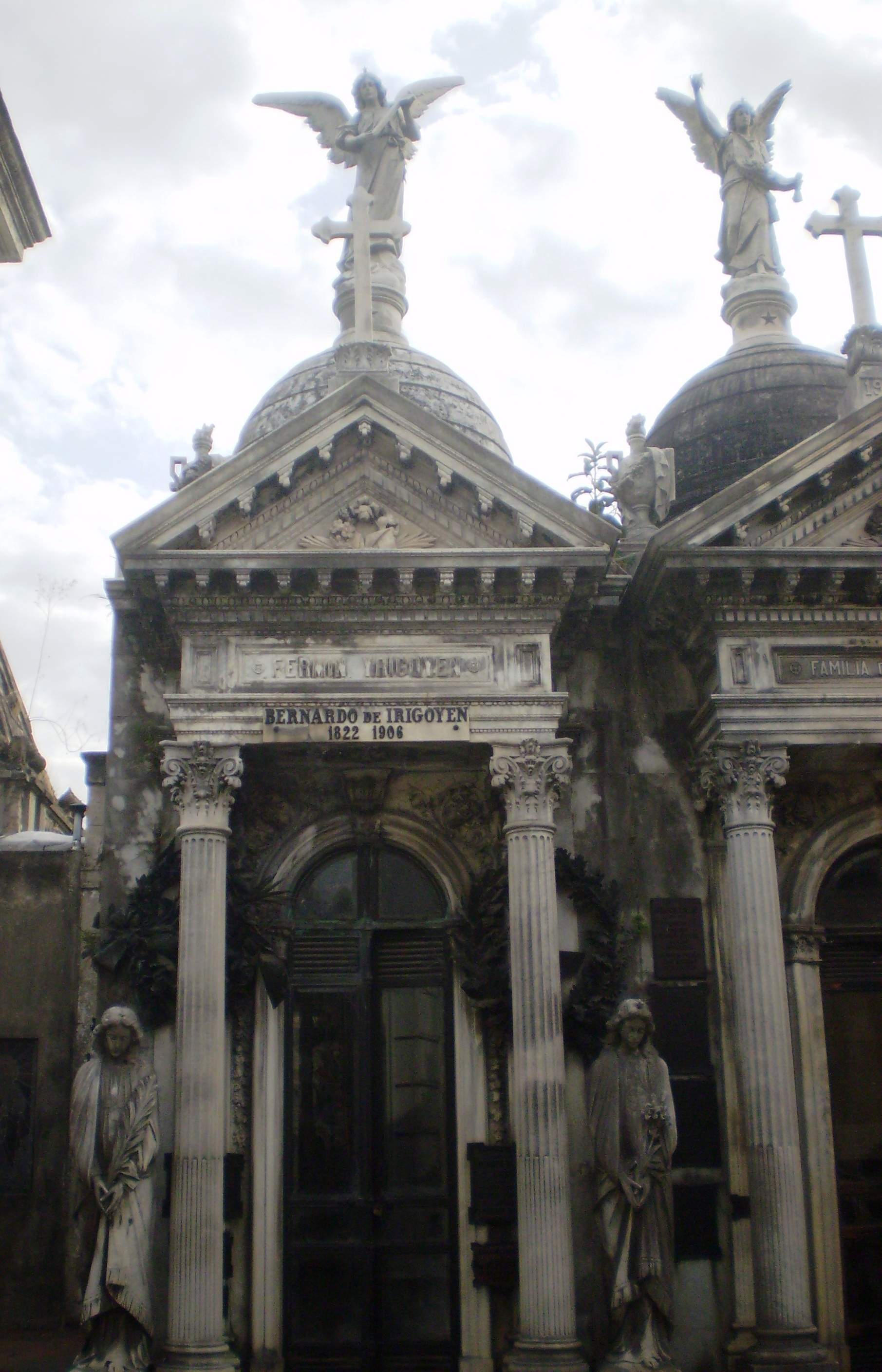
آرامگاه یادمانی. آرامگاه رکوله‌تا

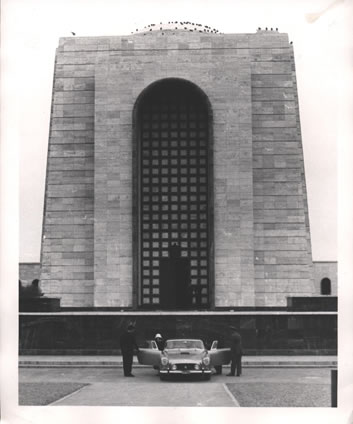
آرامگاه رضاشاه از آرامگاه‌های یادمانی در ایران بود که تخریب شد.

آرامگاه یادمانی یا مقبره به آرامگاهی بزرگ و باشکوه گفته می‌شود که برای تأکید بر یادبود فرد درگذشته ساخته می‌شود.
در آرامگاه‌های یادمانی مذهبی گاه نمازخانه‌ای نیز در محدوده ساختمان آرامگاه ساخته می‌شود.
اگر سازه‌ای به صورت آرامگاه یادمانی ساخته شود اما جسدی در آن به خاک سپرده نشود به آن تهی‌گور می‌گویند.
آرامگاه یادمانی در زبان‌های غربی mausoleum نامیده می‌شود که از نام ماسول، یکی از ساتراپ‌های هخامنشیان گرفته شده‌است. ماسول والی ایران در کاریا در آسیای کوچک بود و آرامگاه او معروف به آرامگاه هالیکارناسوس یکی از عجایب هفتگانه دنیای قدیم به‌شمار می‌آید. محل این آرامگاه یادمانی در نزدیکی بودروم در ترکیه امروزی قرار داشت.
از آرامگاه‌های معروف یادمانی می‌توان به هرم‌های مصری، تاج محل در هند، پاسارگاد در ایران، نقش رستم در تخت جمشید، پانتئون در ایتالیا، پانتئون در پاریس، آرامگاه لنین در مسکو، و حرم امام رضا در مشهد اشاره کرد.